# Sanity and Grace
Sanity and Grace — третий концертный альбом американской певицы Джуди Коллинз, выпущенный в феврале 1989 года на лейбле Gold Castle Records.

## Об альбоме
Альбом был записан на концерте 10 июня 1988 года в Тарритауне, Нью-Йорк. Как и его предшественники, альбом уникален тем, что на нём представлены ранее не исполнявшиеся Коллинз песни. Также это первый полноценный альбом с 1985 года. На альбоме представлено четыре авторские песни Коллинз, а также несколько кавер-версии, включая "From A Distance	" и «Wind Beneath My Wings», которые в скором времени станут громкими хитами в исполнении Бетт Мидлер.

## Отзывы критиков
| Оценки критиков               | Оценки критиков |
| Источник                      | Оценка          |
| ----------------------------- | --------------- |
| Encyclopedia of Popular Music | [ 1 ]           |
| The Rolling Stone Album Guide | [ 2 ]           |

Уильяма Рульман в своём обзоре для AllMusic дал альбому положительную оценку, заявив, что он придётся по вкусу фанатам софт-рок-периода певица а-ля Who Knows Where the Time Goes 1968 года.

## Список композиций
| №                   | Название                | Автор(ы)                              | Длительность |
| ------------------- | ----------------------- | ------------------------------------- | ------------ |
| 1.                  | «History»               | Дэвид Лесли, Марша Маламет, Аллан Рич | 3:46         |
| 2.                  | «Wind Beneath My Wings» | Джефф Силбар, Ларри Хенли             | 4:45         |
| 3.                  | «Lovin’ And Leavin’»    | Джуди Коллинз                         | 3:49         |
| 4.                  | «From A Distance»       | Джули Голд                            | 4:14         |
| 5.                  | «Sanity And Grace»      | Джуди Коллинз                         | 5:04         |
| 6.                  | «Daughters Of Time»     | Джуди Коллинз                         | 4:06         |
| 7.                  | «Cats In The Cradle»    | Гарри Чапин                           | 3:49         |
| 8.                  | «Pretty Polly»          | народная                              | 8:40         |
| 9.                  | «Born To The Breed»     | Джуди Коллинз                         | 4:43         |
| Общая длительность: | Общая длительность:     | Общая длительность:                   | 42:54        |